# Coupe ULEB de basket-ball 2004-2005
Navigation
Édition précédente Édition suivante
La Coupe ULEB 2004-2005 est la 3e édition de la coupe ULEB, deuxième compétition de clubs de basket-ball du continent européen après l'Euroligue de basket-ball.

## Équipes participantes et groupes
| Groupe A Étoile rouge de Belgrade Telekom Bonn Benfica Lisbonne Pompea Napoli Lietuvos Rytas Vilnius Deichmann Śląsk Wrocław | Groupe B ALBA Berlin Spirou Charleroi BCM Gravelines KK Budućnost Podgorica PAOK Salonique Debreceni Vadkakasok | Groupe C CB Gran Canaria Cholet Basket MPC Capitals Groningue Maroussi Honda Telindus Oostende KK Zadar | Groupe D Élan Chalon Hapoël Migdal Jérusalem Queluz Sintra PM Ovarense Aerosoles Pamesa Valencia Pallacanestro Varese |

| Groupe E RheinEnergie Cologne Le Mans Liège Basket Eiffel Towers Nijmegen BK Ventspils Hemofarm Vršac | Groupe F Türk Telekomspor Vertical Vision Cantù MBK Dynamo Moscou Aris Salonique Academic Sofia BC Reflex Železnik | Groupe G Joventut Badalona GHP Bamberg Darüşşafaka İstanbul Superfund Bulls Kapfenberg KK Pivovarna Laško Makedonikós BS Kozáni |  |

## 1ertour

### Groupe A
| - 1er journée, 9-10 novembre Sport Lisboa E Benfica - Telekom Baskets Bonn 71 - 74 BC Lietuvos Rytas - Deichmann Slask Wroclaw 72 - 68 Étoile Rouge Belgrade - Pompea Napoli 75 - 69 - 2e journée, 16-17 novembre Telekom Baskets Bonn - Étoile Rouge Belgrade 92 - 89 Deichmann Slask Wroclaw - Sport Lisboa E Benfica 85 - 83 Pompea Napoli - BC Lietuvos Rytas 73 - 96 - 3e journée, 23-24 novembre Lietuvos Rytas - Sport Lisboa E Benfica 74 - 49 Pompea Napoli - Telekom Baskets Bonn 86 - 84 Étoile Rouge Belgrade - Deichmann Slask Wroclaw 81 - 88 - 4e journée, 30 novembre-1er décembre Sport Lisboa E Benfica - Étoile Rouge Belgrade 66 - 106 Lietuvos Rytas - Telekom Baskets Bonn 88 - 60 Deichmann Slask Wroclaw - Pompea Napoli 90 - 87 - 5e journée, 6-7-8 décembre Telekom Baskets Bonn - Deichmann Slask Wroclaw 97 - 65 Pompea Napoli - Sport Lisboa E Benfica 87 - 82 Étoile Rouge Belgrade - Lietuvos Rytas 89 - 85 |  | - 6e journée, 14-15 décembre Telekom Baskets Bonn - Sport Lisboa E Benfica 80 - 68 Pompea Napoli - Étoile Rouge Belgrade 83 - 81 Deichmann Slask Wroclaw - Lietuvos Rytas 67 - 95 - 7e journée, 21-22 décembre Sport Lisboa E Benfica - Deichmann Slask Wroclaw 60 - 70 Lietuvos Rytas - Pompea Napoli 95 - 86 Étoile Rouge Belgrade - Telekom Baskets Bonn 84 - 67 - 8e journée, 4-5 janvier Sport Lisboa E Benfica - Lietuvos Rytas 57 - 59 Deichmann Slask Wroclaw - Étoile Rouge Belgrade 74 - 73 Telekom Baskets Bonn - Pompea Napoli 80 - 76 - 9e journée, 11-12 janvier Telekom Baskets Bonn - Lietuvos Rytas 58 - 87 Pompea Napoli - Deichmann Slask Wroclaw 92 - 78 Étoile Rouge Belgrade - Sport Lisboa E Benfica 83 - 69 - 10e journée, 18 janvier Sport Lisboa E Benfica - Pompea Napoli 67 - 104 Lietuvos Rytas - Étoile Rouge Belgrade 77 - 60 Deichmann Slask Wroclaw - Telekom Baskets Bonn 59 - 57 |

### Groupe B
| - 1er journée, 9-10 novembre Alba Berlin - KK Buducnost Podgorica 86 - 70 Spirou Charleroi - BCM Gravelines Dunkerque 96 - 79 Debreceni Vadkakasok - PAOK Salonique 69 - 77 - 2e journée, 16-17 novembre BCM Gravelines Dunkerque - PAOK Salonique 70 - 83 Debreceni Vadkakasok - Alba Berlin 85 - 92 KK Buducnost Podgorica - Spirou Charleroi 82 - 68 - 3e journée, 23-24 novembre Alba Berlin - BCM Gravelines Dunkerque 94 - 92 PAOK Salonique - Spirou Charleroi 80 - 73 KK Buducnost Podgorica - Debreceni Vadkakasok 91 - 89 - 4e journée, 30 novembre-1er décembre Spirou Charleroi - Debreceni Vadkakasok 95 - 72 BCM Gravelines Dunkerque - KK Buducnost Podgorica 108 - 75 PAOK Salonique - Alba Berlin 88 - 94 - 5e journée, 6-7-8 décembre Alba Berlin - Spirou Charleroi 57 - 64 Debreceni Vadkakasok - BCM Gravelines Dunkerque 66 - 70 KK Buducnost Podgorica - PAOK Salonique 104 - 98 |  | - 6e journée, 14-15 décembre KK Buducnost Podgorica - Alba Berlin 95 - 85 BCM Gravelines Dunkerque - Spirou Charleroi 68 - 72 PAOK Salonique - Debreceni Vadkakasok 95 - 76 - 7e journée, 21-22 décembre Alba Berlin - Debreceni Vadkakasok 83 - 92 Spirou Charleroi - KK Buducnost Podgorica 63 - 56 PAOK Salonique - BCM Gravelines Dunkerque 104 - 82 - 8e journée, 4-5 janvier Spirou Charleroi - PAOK Salonique 74 - 81 Debreceni Vadkakasok - KK Buducnost Podgorica 82 - 72 BCM Gravelines Dunkerque - Alba Berlin 103 - 98 - 9e journée, 11-12 janvier Alba Berlin - PAOK Salonique 61 - 68 KK Buducnost Podgorica - BCM Gravelines Dunkerque 81 - 89 Debreceni Vadkakasok - Spirou Charleroi 70 - 91 - 10e journée, 18 janvier Spirou Charleroi - Alba Berlin 94 - 89 BCM Gravelines Dunkerque - Debreceni Vadkakasok 85 - 77 PAOK Salonique - KK Buducnost Podgorica 92 - 75 |

### Groupe C
| - 1er journée, 9-10 novembre Gran Canaria Baloncesto - KK Zadar 82 - 64 Maroussi Honda - MPC Capitals Groningen 85 - 51 Telindus Oostende - Cholet Basket 66 - 87 - 2e journée, 16-17 novembre KK Zadar - Maroussi Honda 94 - 71 Cholet Basket - Gran Canaria Baloncesto 66 - 64 MPC Capitals Groningen - Telindus Oostende 97 - 85 - 3e journée, 23-24 novembre Gran Canaria Baloncesto - MPC Capitals Groningen 80 - 63 Maroussi Honda - Telindus Oostende 76 - 81 KK Zadar - Cholet Basket 76 - 70 - 4e journée, 30 novembre-1er décembre Gran Canaria Baloncesto - MPC Capitals Groningen 80 - 63 Maroussi Honda - Telindus Oostende 76 - 81 KK Zadar - Cholet Basket 76 - 70 - 5e journée, 6-7-8 décembre MPC Capitals Groningen - KK Zadar 73 - 71 Maroussi Honda - Cholet Basket 93 - 60 Telindus Oostende - Gran Canaria Baloncesto 80 - 77 |  | - 6e journée, 14-15 décembre Gran Canaria Baloncesto - Maroussi Honda 78 - 72 Cholet Basket - MPC Capitals Groningen 79 - 67 KK Zadar - Telindus Oostende 81 - 64 - 7e journée, 21-22 décembre Cholet Basket - Telindus Oostende 86 - 66 MPC Capitals Groningen - Maroussi Honda 74 - 82 KK Zadar - Gran Canaria Baloncesto 89 - 71 - 8e journée, 4-5 janvier Gran Canaria Baloncesto - Cholet Basket 69 - 68 Maroussi Honda - KK Zadar 78 - 72 Telindus Oostende - MPC Capitals Groningen 84 - 97 - 9e journée, 11-12 janvier Cholet Basket - KK Zadar 83 - 79 MPC Capitals Groningen - Gran Canaria Baloncesto 69 - 79 Telindus Oostende - Maroussi Honda 82 - 83 - 10e journée, 18 janvier Cholet Basket - Maroussi Honda 67 - 72 Gran Canaria Baloncesto - Telindus Oostende 83 - 73 KK Zadar - MPC Capitals Groningen 74 - 51 |

### Groupe D
| - 1er journée, 9-10 novembre Élan Chalon - Ovarense 83 - 79 Pamesa Valencia - Hapoël Migdal Jérusalem 74 - 60 Queluz Sintra PM - Pallacanestro Varese 91 - 98 - 2e journée, 16-17 novembre Ovarense - Pamesa Valencia 59 - 61 Pallacanestro Varese - Élan Chalon 71 - 65 Hapoël Migdal Jérusalem - Queluz Sintra PM 78 - 51 - 3e journée, 23-24 novembre Hapoël Migdal Jérusalem - Ovarense 90 - 67 Pamesa Valencia - Pallacanestro Varese 84 - 59 Queluz Sintra PM - Élan Chalon 68 - 76 - 4e journée, 30 novembre-1er décembre Élan Chalon - Pamesa Valencia 84 - 68 Queluz Sintra PM - Ovarense 81 - 78 Pallacanestro Varese - Hapoël Migdal Jérusalem 95 - 74 - 5e journée, 6-7-8 décembre Hapoël Migdal Jérusalem - Élan Chalon 83 - 82 Ovarense - Pallacanestro Varese 60 - 70 Pamesa Valencia - Queluz Sintra PM 93 - 64 |  | - 6e journée, 14-15 décembre Hapoël Migdal Jérusalem - Pamesa Valencia 82 - 83 Ovarense - Élan Chalon 58 - 61 Pallacanestro Varese - Queluz Sintra PM 91 - 83 - 7e journée, 21-22 décembre Elan Chalon - Pallacanestro Varese 61 - 77 Pamesa Valencia - Ovarense 88 - 58 Queluz Sintra PM - Hapoël Migdal Jérusalem 100 - 81 - 8e journée, 4-5 janvier Élan Chalon - Queluz Sintra PM 82 - 78 Telindus Oostende - Maroussi Honda 82 - 83 Pallacanestro Varese - Pamesa Valencia 69 - 83 - 9e journée, 11-12 janvier Hapoël Migdal Jérusalem - Pallacanestro Varese 90 - 61 Varense - Queluz Sintra PM 62 - 65 Pamesa Valencia - Élan Chalon 66 - 60 - 10e journée, 18 janvier Élan Chalon - Hapoël Migdal Jérusalem 63 - 67 Queluz Sintra PM - Pamesa Valencia 81 - 80 Pallacanestro Varese - Ovarense 73 - 67 |

### Groupe E
| - 1er journée, 9-10 novembre RheinEnergie Cologne - Eiffeltowers Nijmegen 99 - 73 BK Ventspils - Le Mans Sarthe Basket 90 - 74 Hemofarm Vrsac - Liege Basketball 99 - 74 - 2e journée, 16-17 novembre Le Mans Sarthe Basket - Hemofarm Vrsac 81 - 79 Liege Basketball - RheinEnergie Cologne 71 - 72 Eiffeltowers Nijmegen - BK Ventspils 50 - 95 - 3e journée, 23-24 novembre Eiffeltowers Nijmegen - Liege Basketball 72 - 85 RheinEnergie Cologne - Le Mans Sarthe Basket 72 - 64 BK Ventspils - Hemofarm Vrsac 94 - 83 - 4e journée, 30 novembre-1er décembre Le Mans Sarthe Basket - Eiffeltowers Nijmegen 83 - 64 BK Ventspils - Liege Basketball 116 - 78 Hemofarm Vrsac - RheinEnergie Cologne 93 - 83 - 5e journée, 6-7-8 décembre Liege Basketball - Le Mans Sarthe Basket 73 - 80 Eiffeltowers Nijmegen - Hemofarm Vrsac 63 - 92 RheinEnergie Cologne - BK Ventspils 81 - 87 |  | - 6e journée, 14-15 décembre Le Mans Basket - BK Ventspils 82 - 58 Eiffeltowers Nijmegen - RheinEnergie Cologne 68 - 93 Liege Basketball - Hemofarm Vrsac 74 - 87 - 7e journée, 21-22 décembre RheinEnergie Cologne - Liege Basketball 96 - 84 BK Ventspils - Eiffeltowers Nijmegen 103 - 61 Hemofarm Vrsac - Le Mans Sarthe Basket 83 - 79 - 8e journée, 4-5 janvier Le Mans Sarthe Basket - RheinEnergie Cologne 79 - 78 Liege Basketball - Eiffeltowers Nijmegen 87 - 73 Hemofarm Vrsac - BK Ventspils 97 - 102 - 9e journée, 11-12 janvier Liege Basketball - BK Ventspils 69 - 95 RheinEnergie Cologne - Hemofarm Vrsac 85 - 84 Eiffeltowers Nijmegen - Le Mans Sarthe Basket 67 - 66 - 10e journée, 18 janvier Le Mans Sarthe Basket - Basketball 87 - 81 BK Ventspils - RheinEnergie Cologne 89 - 75 Hemofarm Vrsac - Eiffeltowers Nijmegen 98 - 71 |

### Groupe F
| - 1er journée, 9-10 novembre MBC Dynamo Moscou - Vertical Vision Cantu 69 - 53 Academic Sofia - Aris Salonique 75 - 91 Turk Telekom Ankara - BC Reflex Belgrade 90 - 93 - 2e journée, 16-17 novembre BC Reflex Belgrade - MBC Dynamo Moscou 89 - 81 Aris Salonique - Turk Telekom Ankara 97 - 58 Vertical Vision Cantu - Academic Sofia 108 - 111 - 3e journée, 23-24 novembre Aris Salonique - Vertical Vision Cantu 99 - 77 Turk Telekom Ankara - MBC Dynamo Moscou 76 - 80 Academic Sofia - BC Reflex Belgrade 79 - 67 - 4e journée, 30 novembre-1er décembre MBC Dynamo Moscou - Academic Sofia 86 - 87 Turk Telekom Ankara - Vertical Vision Cantu 74 - 82 BC Reflex Belgrade - Aris Salonique 88 - 77 - 5e journée, 6-7-8 décembre Aris Salonique - MBC Dynamo Moscou 80 - 95 Vertical Vision Cantu - BC Reflex Belgrade 77 - 90 Academic Sofia - Turk Telekom Ankara 97 - 78 |  | - 6e journée, 14-15 décembre Aris Salonique - Academic Sofia 91 - 75 Vertical Vision Cantu - MBC Dynamo Moscou 86 - 80 BC Reflex Belgrade - Turk Telekom Ankara 74 - 68 - 7e journée, 21-22 décembre MBC Dynamo Moscou - BC Reflex Belgrade 83 - 79 Academic Sofia - Vertical Vision Cantu 78 - 75 Turk Telekom Ankara - Aris Salonique 78 - 87 - 8e journée, 4-5 janvier Vertical Vision Cantu - Aris Salonique 86 - 73 MBC Dynamo Moscou - Turk Telekom Ankara 106 - 69 BC Reflex Belgrade - Academic Sofia 70 - 72 - 9e journée, 11-12 janvier Aris Salonique - BC Reflex Belgrade 76 - 73 Vertical Vision Cantu - Turk Telekom Ankara 99 - 80 Academic Sofia - MBC Dynamo Moscou 77 - 88 - 10e journée, 18 janvier MBC Dynamo Moscou - Aris Salonique 84 - 77 Turk Telekom Ankara - Academic Sofia 83 - 102 BC Reflex Belgrade - Vertical Vision Cantu 66 - 73 |

### Groupe G
| - 1er journée, 9-10 novembre Joventut Badalona - GHP Bamberg 69 - 81 KK Pivovarna Laško - Superfund Kapfenberg 83 - 57 Makedonikos BC Kozani - Darüşşafaka Istanbul 75 - 61 - 2e journée, 16-17 novembre Superfund Kapfenberg - Joventut Badalona 58 - 84 GHP Bamberg - Makedonikos BC Kozani 65 - 70 Darüşşafaka Istanbul - KK Pivovarna Laško 78 - 77 - 3e journée, 23-24 novembre Joventut Badalona - Makedonikos BC Kozani 77 - 84 KK Pivovarna Laško - GHP Bamberg 73 - 68 Superfund Kapfenberg - Darüşşafaka Istanbul 50 - 65 - 4e journée, 30 novembre-1er décembre GHP Bamberg - Superfund Kapfenberg 72 - 54 Joventut Badalona - Darüşşafaka Istanbul 93 - 78 Makedonikos BC Kozani - KK Pivovarna Laško 86 - 77 - 5e journée, 6-7-8 décembre Darüşşafaka Istanbul - GHP Bamberg 85 - 82 Superfund Kapfenberg - Makedonikos BC Kozani 48 - 68 KK Pivovarna Laško - Joventut Badalona 79 - 88 |  | - 6e journée, 14-15 décembre GHP Bamberg - Joventut Badalona 76 - 77 Superfund Kapfenberg - KK Pivovarna Laško 55 - 93 Darüşşafaka Istanbul - Makedonikos BC Kozani 80 - 75 - 7e journée, 21-22 décembre Joventut Badalona - Superfund Kapfenberg 100 - 56 KK Pivovarna Laško - Darüşşafaka Istanbul 88 - 68 Makedonikos BC Kozani - GHP Bamberg 83 - 87 - 8e journée, 4-5 janvier GHP Bamberg - KK Pivovarna Laško 72 - 78 Darüşşafaka Istanbul - Superfund Kapfenberg 94 - 83 Makedonikos BC Kozani - Joventut Badalona 93 - 89 - 9e journée, 11-12 janvier Darüşşafaka Istanbul - Joventut Badalona 75 - 65 Superfund Kapfenberg - GHP Bamberg 52 - 76 KK Pivovarna Laško - Makedonikos BC Kozani 84 - 80 - 10e journée, 18 janvier GHP Bamberg - Darüşşafaka Istanbul 84 - 64 Joventut Badalona - KK Pivovarna Laško 70 - 61 Makedonikos BC Kozani - Superfund Kapfenberg 76 - 48 |

## Phase finale
|  | Huitièmes de finale                       | Huitièmes de finale                       | Huitièmes de finale                       |                        |      | Quarts de finale                    | Quarts de finale                    | Quarts de finale                    |  |  | Demi-finales                        | Demi-finales                        | Demi-finales                        |  |  | Finale                | Finale                |
|  |                                           |                                           |                                           |                        |      |                                     |                                     |                                     |  |  |                                     |                                     |                                     |  |  |                       |                       |
|  | Aller le 1er février, retour le 8 février | Aller le 1er février, retour le 8 février | Aller le 1er février, retour le 8 février |                        |      | Aller le 1er mars, retour le 8 mars | Aller le 1er mars, retour le 8 mars | Aller le 1er mars, retour le 8 mars |  |  | Aller le 22 mars, retour le 29 mars | Aller le 22 mars, retour le 29 mars | Aller le 22 mars, retour le 29 mars |  |  | 19 avril, à Charleroi | 19 avril, à Charleroi |
|  | Aller le 1er février, retour le 8 février | Aller le 1er février, retour le 8 février | Aller le 1er février, retour le 8 février |                        |      | Aller le 1er mars, retour le 8 mars | Aller le 1er mars, retour le 8 mars | Aller le 1er mars, retour le 8 mars |  |  | Aller le 22 mars, retour le 29 mars | Aller le 22 mars, retour le 29 mars | Aller le 22 mars, retour le 29 mars |  |  | 19 avril, à Charleroi | 19 avril, à Charleroi |
|  | Academic Sofia                            | *73                                       | 67                                        |                        |      | Aller le 1er mars, retour le 8 mars | Aller le 1er mars, retour le 8 mars | Aller le 1er mars, retour le 8 mars |  |  | Aller le 22 mars, retour le 29 mars | Aller le 22 mars, retour le 29 mars | Aller le 22 mars, retour le 29 mars |  |  | 19 avril, à Charleroi | 19 avril, à Charleroi |
|  | Academic Sofia                            | *73                                       | 67                                        |                        |      | Aller le 1er mars, retour le 8 mars | Aller le 1er mars, retour le 8 mars | Aller le 1er mars, retour le 8 mars |  |  | Aller le 22 mars, retour le 29 mars | Aller le 22 mars, retour le 29 mars | Aller le 22 mars, retour le 29 mars |  |  | 19 avril, à Charleroi | 19 avril, à Charleroi |
|  | Spirou Charleroi (+17)                    | 85                                        | *72                                       |                        |      | Aller le 1er mars, retour le 8 mars | Aller le 1er mars, retour le 8 mars | Aller le 1er mars, retour le 8 mars |  |  | Aller le 22 mars, retour le 29 mars | Aller le 22 mars, retour le 29 mars | Aller le 22 mars, retour le 29 mars |  |  | 19 avril, à Charleroi | 19 avril, à Charleroi |
|  | Spirou Charleroi (+17)                    | 85                                        | *72                                       | Spirou Charleroi       | *78  | 82                                  |                                     |                                     |  |  | Aller le 22 mars, retour le 29 mars | Aller le 22 mars, retour le 29 mars | Aller le 22 mars, retour le 29 mars |  |  | 19 avril, à Charleroi | 19 avril, à Charleroi |
|  | Aller le 1er février, retour le 8 février |                                           |                                           | Spirou Charleroi       | *78  | 82                                  |                                     |                                     |  |  | Aller le 22 mars, retour le 29 mars | Aller le 22 mars, retour le 29 mars | Aller le 22 mars, retour le 29 mars |  |  | 19 avril, à Charleroi | 19 avril, à Charleroi |
|  |                                           | Pamesa Valencia (+19)                     | 86                                        | *93                    |      |                                     |                                     |                                     |  |  | Aller le 22 mars, retour le 29 mars | Aller le 22 mars, retour le 29 mars | Aller le 22 mars, retour le 29 mars |  |  | 19 avril, à Charleroi | 19 avril, à Charleroi |
|  | Joventut Badalona                         | Pamesa Valencia (+19)                     | 86                                        | *93                    | *70  | 85                                  |                                     |                                     |  |  | Aller le 22 mars, retour le 29 mars | Aller le 22 mars, retour le 29 mars | Aller le 22 mars, retour le 29 mars |  |  | 19 avril, à Charleroi | 19 avril, à Charleroi |
|  | Joventut Badalona                         | Aller le 1er mars, retour le 8 mars       |                                           |                        | *70  | 85                                  |                                     |                                     |  |  | Aller le 22 mars, retour le 29 mars | Aller le 22 mars, retour le 29 mars | Aller le 22 mars, retour le 29 mars |  |  | 19 avril, à Charleroi | 19 avril, à Charleroi |
|  | Pamesa Valencia (+6)                      | 76                                        | *85                                       |                        |      |                                     |                                     |                                     |  |  | Aller le 22 mars, retour le 29 mars | Aller le 22 mars, retour le 29 mars | Aller le 22 mars, retour le 29 mars |  |  | 19 avril, à Charleroi | 19 avril, à Charleroi |
|  | Pamesa Valencia (+6)                      | 76                                        | *85                                       | Pamesa Valencia        | *77  | 65                                  |                                     |                                     |  |  |                                     |                                     |                                     |  |  | 19 avril, à Charleroi | 19 avril, à Charleroi |
|  | Aller le 1er février, retour le 8 février |                                           |                                           | Pamesa Valencia        | *77  | 65                                  |                                     |                                     |  |  |                                     |                                     |                                     |  |  | 19 avril, à Charleroi | 19 avril, à Charleroi |
|  |                                           | Lietuvos Rytas Vilnius (+8)               | 75                                        | *75                    |      |                                     |                                     |                                     |  |  |                                     |                                     |                                     |  |  | 19 avril, à Charleroi | 19 avril, à Charleroi |
|  | Cholet Basket                             | Lietuvos Rytas Vilnius (+8)               | 75                                        | *75                    | *75  | 71                                  |                                     |                                     |  |  |                                     |                                     |                                     |  |  | 19 avril, à Charleroi | 19 avril, à Charleroi |
|  | Cholet Basket                             | Aller le 22 mars, retour le 29 mars       |                                           |                        | *75  | 71                                  |                                     |                                     |  |  |                                     |                                     |                                     |  |  | 19 avril, à Charleroi | 19 avril, à Charleroi |
|  | PAOK Salonique (+6)                       | 78                                        | *74                                       |                        |      |                                     |                                     |                                     |  |  |                                     |                                     |                                     |  |  | 19 avril, à Charleroi | 19 avril, à Charleroi |
|  | PAOK Salonique (+6)                       | 78                                        | *74                                       | PAOK Salonique         | *74  | 65                                  |                                     |                                     |  |  |                                     |                                     |                                     |  |  | 19 avril, à Charleroi | 19 avril, à Charleroi |
|  | Aller le 1er février, retour le 8 février |                                           |                                           | PAOK Salonique         | *74  | 65                                  |                                     |                                     |  |  |                                     |                                     |                                     |  |  | 19 avril, à Charleroi | 19 avril, à Charleroi |
|  |                                           | Lietuvos Rytas Vilnius (+8)               | 71                                        | *76                    |      |                                     |                                     |                                     |  |  |                                     |                                     |                                     |  |  | 19 avril, à Charleroi | 19 avril, à Charleroi |
|  | Aris Salonique                            | Lietuvos Rytas Vilnius (+8)               | 71                                        | *76                    | *77  | 77                                  |                                     |                                     |  |  |                                     |                                     |                                     |  |  | 19 avril, à Charleroi | 19 avril, à Charleroi |
|  | Aris Salonique                            | Aller le 1er mars, retour le 8 mars       |                                           |                        | *77  | 77                                  |                                     |                                     |  |  |                                     |                                     |                                     |  |  | 19 avril, à Charleroi | 19 avril, à Charleroi |
|  | Lietuvos Rytas Vilnius (+2)               | 75                                        | *81                                       |                        |      |                                     |                                     |                                     |  |  |                                     |                                     |                                     |  |  | 19 avril, à Charleroi | 19 avril, à Charleroi |
|  | Lietuvos Rytas Vilnius (+2)               | 75                                        | *81                                       | Lietuvos Rytas Vilnius | 78   |                                     |                                     |                                     |  |  |                                     |                                     |                                     |  |  |                       |                       |
|  | Aller le 1er février, retour le 8 février |                                           |                                           | Lietuvos Rytas Vilnius | 78   |                                     |                                     |                                     |  |  |                                     |                                     |                                     |  |  |                       |                       |
|  |                                           | Alpha Makedonikós                         | 74                                        |                        |      |                                     |                                     |                                     |  |  |                                     |                                     |                                     |  |  |                       |                       |
|  | KK Hemofarm Vršac (+9)                    | Alpha Makedonikós                         | 74                                        | *81                    | 96   |                                     |                                     |                                     |  |  |                                     |                                     |                                     |  |  |                       |                       |
|  | KK Hemofarm Vršac (+9)                    |                                           |                                           | *81                    | 96   |                                     |                                     |                                     |  |  |                                     |                                     |                                     |  |  |                       |                       |
|  | MBC Dynamo Moscou                         | 84                                        | *84                                       |                        |      |                                     |                                     |                                     |  |  |                                     |                                     |                                     |  |  |                       |                       |
|  | MBC Dynamo Moscou                         | 84                                        | *84                                       | KK Hemofarm Vršac (+1) | *99  | 77                                  |                                     |                                     |  |  |                                     |                                     |                                     |  |  |                       |                       |
|  | Aller le 1er février, retour le 8 février |                                           |                                           | KK Hemofarm Vršac (+1) | *99  | 77                                  |                                     |                                     |  |  |                                     |                                     |                                     |  |  |                       |                       |
|  |                                           | BK Ventspils                              | 93                                        | *82                    |      |                                     |                                     |                                     |  |  |                                     |                                     |                                     |  |  |                       |                       |
|  | RheinEnergie Cologne                      | BK Ventspils                              | 93                                        | *82                    | *93  | 58                                  |                                     |                                     |  |  |                                     |                                     |                                     |  |  |                       |                       |
|  | RheinEnergie Cologne                      | Aller le 1er mars, retour le 8 mars       |                                           |                        | *93  | 58                                  |                                     |                                     |  |  |                                     |                                     |                                     |  |  |                       |                       |
|  | BK Ventspils (+17)                        | 77                                        | *90                                       |                        |      |                                     |                                     |                                     |  |  |                                     |                                     |                                     |  |  |                       |                       |
|  | BK Ventspils (+17)                        | 77                                        | *90                                       | KK Hemofarm Vršac      | *107 | 65                                  |                                     |                                     |  |  |                                     |                                     |                                     |  |  |                       |                       |
|  | Aller le 1er février, retour le 8 février |                                           |                                           | KK Hemofarm Vršac      | *107 | 65                                  |                                     |                                     |  |  |                                     |                                     |                                     |  |  |                       |                       |
|  |                                           | Alpha Makedonikós (+8)                    | 84                                        | *96                    |      |                                     |                                     |                                     |  |  |                                     |                                     |                                     |  |  |                       |                       |
|  | Deichmann Śląsk Wrocław                   | Alpha Makedonikós (+8)                    | 84                                        | *96                    | *61  | 72                                  |                                     |                                     |  |  |                                     |                                     |                                     |  |  |                       |                       |
|  | Deichmann Śląsk Wrocław                   |                                           |                                           |                        | *61  | 72                                  |                                     |                                     |  |  |                                     |                                     |                                     |  |  |                       |                       |
|  | Maroussi Athènes (+47)                    | 71                                        | *109                                      |                        |      |                                     |                                     |                                     |  |  |                                     |                                     |                                     |  |  |                       |                       |
|  | Maroussi Athènes (+47)                    | 71                                        | *109                                      | Maroussi Athènes       | *89  | 76                                  |                                     |                                     |  |  |                                     |                                     |                                     |  |  |                       |                       |
|  | Aller le 1er février, retour le 8 février |                                           |                                           | Maroussi Athènes       | *89  | 76                                  |                                     |                                     |  |  |                                     |                                     |                                     |  |  |                       |                       |
|  |                                           | Alpha Makedonikós (+2)                    | 92                                        | 75                     |      |                                     |                                     |                                     |  |  |                                     |                                     |                                     |  |  |                       |                       |
|  | Pallacanestro Varese                      | Alpha Makedonikós (+2)                    | 92                                        | 75                     | *65  | 57                                  |                                     |                                     |  |  |                                     |                                     |                                     |  |  |                       |                       |
|  | Pallacanestro Varese                      |                                           |                                           |                        | *65  | 57                                  |                                     |                                     |  |  |                                     |                                     |                                     |  |  |                       |                       |
|  | Alpha Makedonikós (+45)                   | 77                                        | *90                                       |                        |      |                                     |                                     |                                     |  |  |                                     |                                     |                                     |  |  |                       |                       |
|  | Alpha Makedonikós (+45)                   | 77                                        | *90                                       |                        |      |                                     |                                     |                                     |  |  |                                     |                                     |                                     |  |  |                       |                       |